# Krenaios
Krenaios (grekiska Κρηναιος, latin Crenaeus) var en krigare i grekisk mytologi. Han var son till guden Pan och nymfen Ismenis. Han var en av Boiotiens försvarare i kriget De sju mot Thebe.